# 신진 신성호
신진 신성호는 한국 GM의 모태 회사인 신진공업이 생산했던 새나라 자동차를 기반으로 1963년부터 1965년까지 생산했던 소형 승용차이다.

### 1세대 (1963년 11월~1965년 4월)
신성호는 대한민국에서 최초로 독자개발이 된 자동차 국제 차량 제작소의 시발에 이어, 두번째로 생산된 독자개발 자동차이다. 1963년 11월 신진 공업에서 생산하였다.
독자개발이기는 하지만, 새나라 블루버드의 디자인이 적용되었고, 미군 군용 지프의 엔진, 변속기, 새시 등을 이용해서 만들었다. 다만 니전 모델인 새나라 블루버드에 비해 성능이 좋디 않았던 데다 값도 더 비싸서 인기가 적었고 1964년 216대, 1965년 106대 등 322대가 생산되고 단종됐다.파워트레인으로는 1.3L 가솔린 I4 엔진이 탑재되었으며, 55마력의 최대 출력을 냈다. 1.3L 엔진과 함께 수동변속기가 적용되었다.